# Голдовский, Евсей Михайлович
Евсе́й Миха́йлович Голдо́вский (7 [20] января 1903, Никополь, Екатеринославская губерния, Российская империя — 27 ноября 1971, Москва, РСФСР, СССР) — советский учёный, один из крупнейших отечественных изобретателей в области кинотехники. Один из основателей ВГИКа. Заслуженный деятель науки и техники РСФСР (1947).

## Биография
Родился 7 (20) января 1903 года в Никополе в семье златопольского мещанина Киевской губернии, часовщика Хаима Либеровича Голдовского (1872 — 12 февраля 1920) и Суры (Сары) Голдовской. С 1924 года работал в ГТК, в начале 1930-х годов — на фабрике «Союзкино», один из основателей НИКФИ (Всесоюзный научно-исследовательский кинофотоинститут). В 1938 году был кратковременно арестован.
Голдовский разработчик и изобретатель в области кинотехники. Руководил созданием систем панорамного, широкоэкранного, широкоформатного и кругопанорамного кино. Он также преподавал во ВГИКе, заведовал кафедрой кинотехники. Доктор технических наук (1939), профессор (1935). 
Е. М. Голдовский умер 27 ноября 1971 года в Москве. Он похоронен на Введенском кладбище (29 уч.).

Могила Голдовского на Введенском кладбище Москвы

## Семья
- Дочь — Марина Голдовская, кинорежиссёр
  - Внук — Сергей Ливнев, сценарист, режиссёр, продюсер, директор ЦКДЮФ имени М. Горького (с 1995 по 1998 год)  [15].
- Брат — Александр Михайлович (Шабса Хаимович) Голдовский (1908—1991)[16], учёный в области физико-химии и биологии масличных семян, доктор технических наук (1937), профессор (1938).

## Награды и звания
- Заслуженный деятель науки и техники РСФСР (1947)[14]
- Четыре орден Трудового Красного Знамени (в т.ч. 11.01.1935[17] и 15.09.1948)
- Орден «Знак Почёта»
- Почётный член Международного союза технических кинематографических ассоциаций (УНИАТЕК)[14]

## Память
- В 1974 УНИАТЕК учредил ежегодную премию имени Голдовского[14] за самое значительное достижение года в области кинотехники[4]